# Kvantumgravitáció
A kvantumgravitáció az elméleti fizika egy ága, melynek fő célja a természetben fellelhető alapvető kölcsönhatások közül hármat leíró kvantummechanika és a negyedik kölcsönhatást, a gravitációt leíró általános relativitáselmélet egyesítése. A végcél a négy alapvető erőt egybefoglaló „mindenség elméletének” kidolgozása.

## Bevezetés
A fenti két elméletet azért nehéz általában, az összes energiaszinten egyesíteni, mert eltérő alapfeltételezések alapján írják le a világegyetem működését. A kvantumtérelmélet a speciális relativitáselmélet sík téridejébe ágyazott részecsketerek létezésére épül. Az általános relativitás a mozgó tömeg körül folytonosan változó görbületként közelíti a téridőt.
A legegyszerűbb módszer, mint például a gravitáció egyszerű, újabb részecskemező-problémaként való kezelése a renormalizációként ismert probléma miatt akad el. A renormalizáció akadémikus értelmezése szerint a gravitáció-részecskék vonzzák egymást, ami az összes részecske esetében összegezve végtelen erőhatásokat eredményez. Ez matematikailag nehezen kezelhető, nehezen egyszerűsíthető és így nehezen értelmezhető a véges erőhatásokat előrejelezni. Ezzel ellentétben a jóval sikeresebb Kvantum-elektrodinamika csak kevés esetben vezet végtelen nagy értékekhez és ezek is kezelhetőek renormalizálással.
Az elmúlt néhány évtizedben a renormalizáció régi elméletét az effektív térelmélet váltotta le. Az összes kvantumtérelmélet esetében feltételezzük egy felső energiaszint létezését, mely felett az elmélet érvényességét veszti. A „végtelen” fogalma ennek megfelelően véges, a határértéknek megfelelő nagy energiájú folyamatokhoz kötődik. Az összes ilyen folyamat összefoglalható csatolási állandók végtelen sorozataként, mely jelentősen a határértékek alatti energiaszintek esetén véges számú állandót tartalmazó rendszerré egyszerűsíthető. Vagyis, véges számú állandó értékét kell méréssel meghatározni a kvantummechanikai modellek készítéséhez. Ugyanaz a logikai menet segített a kis energiájú pionok elméletének kidolgozásához, amit a kvantumgravitáció esetében is követni lehet. Ez alapján készült el az első, graviton-graviton szórással kapcsolatos előrejelzés, illetve így sikerült a gravitációs Newton-törvényeket explicite számítani (bár ezek olyan kis méretekre érvényesek, hogy talán soha nem lehet őket pontosan mérni), ám meglehetősen sok természeti alaptörvényt kell előrejelezni ahhoz, hogy az eljárás komolyan vehető legyen. Tulajdonképpen a gravitáció sok szempontból jobb kvantumtérelmélet mint a standard modell, hiszen jelenlegi tudásunk szerint a Planck-hosszig érvényes. Összehasonlításképp, a standard modell a jóval alacsonyabb TeV nagyságrend felett érvényét veszti.
Ugyanakkor, noha ez a gondolatmenet igazolja, hogy a kvantummechanika és a gravitáció elmélete konzisztens közepes energiaszinteken, szintén egyértelműen jelzi egy új természeti modell kidolgozásának szükségességét a jelenleg ismert kvantumgravitációs elmélet érvényességének felső határa közelében, illetve felette (a határ értékét a Planck-hossz nagyságrendjére szokás helyezni). Vagyis a jelenlegi ismeretek alapján a kvantummechanika és a gravitáció egyesítése nagy energiákon teljesen új gondolkodásmódot igényel.
Ilyen új, minden energiaszinten érvényes kvantumgravitációs elmélet levezetéséhez használható általános módszer arra a feltételezésre épül, hogy az alapelmélet egyszerű és elegáns. Eszerint a jelenleg használatos elméletek szimmetriafeltételei segíthetik azok egybeillesztését egy általános leírássá. Az egyedüli probléma, hogy mindeddig senkinek nem sikerült igazolnia a kvantumgravitáció egyszerű és elegáns voltát.

## Történeti előzmények
A múltban számos munka foglalkozott a kvantumelmélet és az általános relativitáselmélet közötti ellentmondásokkal. 
A legjelentősebb ellentmondások egyike, hogy az általános relativitáselmélet geometriai értelmezése nem alapvető fizikai törvény. Ezt már Steven Weinberg is kiemelte klasszikus, Gravitation and Cosmology (Gravitáció és kozmológia) c. könyvében, noha a meglehetősen erősen megfogalmazott állítását, miszerint „senki nem kezeli a gravitáció geometriai leírását komolyan”, számos későbbi munka cáfolta annak hetvenes évekbeli közlését követően.
Egy másik lehetséges nézőpont szerint a háttérfüggetlenség alapvető törvényszerűség, és a kvantummechanikát kell általánosítani olyan esetekre, amikor nincs a priori definiált időfogalom. Magát a geometriai értelmezést részletesen bevezeti a Misner, Wheeler és Thorne által írt Gravitation (Gravitáció) című klasszikus mű. Maga a könyv azonban jóval a félig klasszikus Hawking-sugárzás leírása előtt született, amely az általános relativitás elmélet és a kvantumgravitáció keveredésének első, talán legismertebb példája.
Megint mások úgy vélik, hogy a gravitáció kvantumelmélete a tér és idő radikálisan új szemléletmódját hozza, és új geometria csak a fél-klasszikus határesetben jelenik meg. Ezen megközelítés példái közé tartozik a teljes tér-idő kvantálása, például a teljesen diszkrét Riemann-terek segítségével. .
Bár számos egységesítési kísérlet ismert, a legjelentősebbek mindmáig a húrelmélet és a hurok-kvantumgravitáció. A húrelmélet háttérfüggetlen, perturbációs gravitációelmélet, melyet általában sík Minkowski-térben írnak fel. Létrehozása a „mindenségelmélethez” elvezető nagy reménységgé vált, mivel a részecskefizika standard modelljében megtalálható szimmetriacsoportokat is magába foglalja. Vele éles ellentétben a hurok kvantumgravitáció mindössze az általános relativitáselméletet kvantálja, egyáltalán nem állítva magáról, hogy a mindenség elmélete kívánna lenni. A hurok kvantumgravitáció a téridőt az új Ashtekar-változók függvényében definiálja, segítvén a végtelen mennyiségek eltávolítását, melyek az általános relativitáselmélet hagyományosabb kvantumelméleteinek alkalmazását nehezítik. Röviden összefoglalva, míg a húrelmélet ambiciózus kísérlet a mindenségelmélet fizikai alapelveken alapuló felépítésére, a hurok-kvantumgravitáció a jól bevált kvantálási eljárásokat használja a görbült téridőkre. Ugyanakkor az alapelvekben látható belső (és lényegi) eltérések ellenére feltételezhető, hogy a két elmélet mélyében számos közös elem rejtőzik. Egy példa ezen közös elemekre, hogy míg a kvantumgravitációt leíró összefüggésekben található szabad Immirzi paraméter a fekete lyukak entrópiájával tehető egyenlővé, addig igen kevés – talán semennyi – kísérleti peremfeltétel nem köthető a húrelmélethez.

## A kvantummechanika és az általános relativitáselmélet közötti „ellentmondás”
Az elméleti fizika egyik legnagyobb kérdése napjainkban a gravitációt leíró, általában a nagy struktúrákra érvényes általános relativitáselmélet és a másik három alapvető kölcsönhatásokat leíró, általában nanoszkopikus méretekben ható kvantummechanika összhangba hozatala. Számos félreértés övezi ugyanakkor a feladat pontos jellegét. A legfontosabb ezek közül az az általánosan elterjedt meggyőződés, miszerint a kvantummechanika és az általános relativitáselmélet kizárná egymást. Ezzel szemben megmutatható, hogy az általános relativitáselmélet szerkezete alapjában véve egyértelműen következik a kölcsönható tömeg nélküli 2 spinű részecskék, a gravitonok kvantummechanikájából. Ezen túlmenően, a közelmúltban publikált eredmények  szerint az általános relativitáselmélet effektív térelméletként kezelve kis energiákon sikeresen leírható a kvantumgravitáció. Ismert példa a két tömeg közötti klasszikus Newton-féle gravitációs potenciál csekély mértékű elsőrendű korrekciójának számítása. Hasonló számításokra alkalmasnak kell lennie minden sikeres nagy energiájú kvantumgravitációs elméletnek is.
Eredetileg sokáig hitték, hogy az általános relativitás elmélete és a kvantummechanika alapvetően kizárja egymást, méghozzá a következő okból. Az általános relativitáselmélet az elektromágnesességhez hasonlóan klasszikus térelmélet. Első ránézésre tehát léteznie kellene a megfelelő kvantumtérelméletnek. Ennek felírása előtt azonban áthághatatlannak tűnő akadály áll: a gravitáció nem renormálható. A mára már túlhaladott, eredeti elképzelés szerint a kvantumtérnek véges számú paraméterrel leírhatónak kell lennie ahhoz, hogy teljesen definiálható legyen. Ezek a paraméterek azután elvileg meghatározhatóak kísérleti úton. Példaként a kvantum-elektrodinamikában ilyen szabad paraméter az elektron töltése és tömege. Ugyanakkor a gravitáció kvantálásakor végtelen sok paramétert kell bevezetni, amelyek meghatározásakor elvileg értelmes elméletet lehet kidolgozni. Senki nem végezhet azonban végtelen sok kísérletet. Alacsony energiákon a renormáláshoz használt csoportok jelzik, hogy az ismeretlen számú paraméter szükségessége ellenére a kvantumgravitáció leegyszerűsödik a hagyományos einsteini általános relativitáselméletre. Nagy energiákon ugyanakkor a kvantumhatások válnak uralkodóvá és mivel ekkor a végtelen sok paraméter mindegyike számítani fog, nem tehető értelmes előrejelzés.
A hagyományos felfogással szemben az effektív mezőelmélet ismeretében könnyen belátható, hogy mindössze az első néhány paraméter kivételével mindegyiket elnyomják a nagy energiaszintek és elhanyagolhatóak alacsonyabb energiákon. Vagyis, legalábbis alacsonyabb energiákon a modell ténylegesen előrejelzésekre is képes kvantumtérelmélet . Ezen túlmenően a legtöbb elméleti szakember megegyezik abban, hogy a standard modellt is effektív mezőelméletként kell kezelni, melynél a „nem-renormálható” kölcsönhatásokat a nagy energiák elnyomják, így nem is figyelhetőek meg kísérletileg.
Mindemellett minden fizikailag is értelmes, előrejelzésekre is képes kvantumgravitációs elméletben fizikai indoklással lehet csak a végtelen sok ismeretlent már mérhető számúra csökkenteni. Az egyik lehetőség szerint a hagyományos perturbációelmélet nem megbízható segéd az elmélet renormálásában és valójában létezik egy UV fix pont. Mivel nem perturbatív kvantumtérelméletben nehéz megbízható eredményeket elérni, néhányan követik csak ezt az utat. Másik lehetőség olyan szimmetriafeltételek keresése, melyek lekötnek bizonyos paramétereket és végesre csökkentik a szabad paraméterszámot. Ezt az utat követi a húrelmélet, amelyben a húr minden gerjesztett állapota új szimmetriafeltételként jelentkezik.
Az általános relativitáselmélet legfontosabb tanulsága szerint, a Newtoni mechanikával és a speciális relativitáselmélettel ellentétben, nincs rögzített háttér a téridőben. Noha mint alapelv egyszerűnek látszik, tulajdonképp ez az általános relativitáselmélet legnehezebben megérthető eleme, mélyreható és mindmáig nem teljesen felderített következményekkel. Bizonyos szempontból emiatt az általános relativitáselmélet relációs elméletként is felfogható, vagyis az egyetlen fizikailag értelmezhető fogalom a téridőben bekövetkező különböző események közötti kapcsolat.
A kvantummechanika ezzel szemben bevezetése óta függ a fix háttér (statikus szerkezet) meglététől, egészen pontosan az időtől, és nem a dinamikus változásoktól függ, akárcsak a Newtoni klasszikus mechanika. A relativisztikus kvantummechanikában, akárcsak a klasszikus mezőelméletben, a Minkowski-tér adja az elmélet rögzített hátterét. Maga a húrelmélet a kvantumtérelmélet általánosításaként indult, amelyben a pontszerű részecskék helyett húrszerű tárgyak mozognak a rögzített téridőben. Noha a húrelmélet eredetileg a kvarkok közötti kölcsönhatások leírására készült, hamar felfedezték, hogy az érvényességi tartománya tartalmazza a gravitonokat is, illetve hogy a húr egyes rezgési módjainak elhagyása az eredeti háttér módosításával egyenértékű. Ilyen értelemben a húrok perturbációelmélete pontosan olyan jellemzőkkel rendelkezik, mint amilyeneket az aszimptotikus perturbációs elmélettől elvárhatunk, vagyis gyenge háttérfüggőséggel.

## Elméletek
A kvantumgravitációval kapcsolatban számos elmélet létezik:
- Húrelmélet/Szuperhúrelmélet/M-elmélet
- E8 elmélet
- Hurok-kvantumgravitáció
- Szupergravitáció
- AdS/CFT
- Wheeler–deWitt egyenlet
- Euklideszi kvantumgravitáció
- Nemkommutatív geometriák
- Twistor elmélet
- Diszkrét Lorentzi kvantumgravitáció
- Akusztikus metrika és hasonló elméletek
- Folyamatfizika
- Calogero feltétel